# Kaszó Dezső
Kaszó Dezső (Brassó, 1907. június 15. – Budapest, 1994. augusztus 23.) magyar festő.

## Élete, munkássága
Középiskolai tanulmányait a budapesti Kölcsey Ferenc Gimnáziumban végezte. 1925-ben kezdte meg tanulmányait a Képzőművészeti Főiskolán, ahol Glatz Oszkár növendéke volt. Itt 1931-ben szerzett diplomát. Az 1930-as, 40-es évek budapesti kiállításainak rendszeres résztvevője volt. Akvarell-portrékat, táblaképeket, üvegfestmény-terveket készített. 1948 után több ízben szerepelt a magyar képzőművészek Műcsarnok-beli reprezentatív tárlatain; grafikáit, újságrajzait az irodalmi és a társadalomtudományi folyóiratok (pl. Társadalmi Szemle) közölték.